# The Fields Of Love
The Fields Of Love – drugi singel André Tannebergera z albumu Two Worlds. Został wydany 9 października 2000 roku i zawiera cztery utwory.

## Lista utworów
| Nr | Tytuł                                  | Długość |
| -- | -------------------------------------- | ------- |
| 1. | The Fields of Love (Airplay Mix)       | 3:41    |
| 2. | The Fields of Love (Original Club Mix) | 6:24    |
| 3. | The Fields of Love (York Remix)        | 7:31    |
| 4. | The Fields of Love (Instrumental)      | 6:24    |